# حادثه تابلوی اعلانات سانجو
حادثه تابلوی اعلانات سانجو (به ژاپنی: 三条制札事件 さんじょうせいさつじけん)، این حادثه در ۲۰ اکتبر ۱۸۶۶ (۱۲ سپتامبر سال دوم کیئو) در روزهای پایانی دوره ادو رخ داد، زمانی که درگیری بین شینسنگومی‌ها، که مسئول حفظ صلح در کیوتو بودند، و گروهی از سامورایی‌های قلمرو توسا رخ داد.
گروهی از سامورایی‌های توسا سعی کردند تابلوی شوگون‌سالاری را از انتهای شمال غربی پل سانجو بردارند، اما با شینسنگومی‌ها که در حال نگهبانی بودند درگیر شدند و یک سامورایی توسا کشته و دیگری اسیر شد.
پس از حادثه کینمون که در ۱۹ ژوئیه ۱۸۶۸ رخ داد، تابلویی در انتهای غربی پل سانجو اوهاشی نصب شد که در آن خاندان قلمرو چوشو دشمن دربار امپراتوری اعلام شده بود.
一 این بار، بسیاری از مردم چوشو ابتکار عمل را برای آتش گشودن و ایجاد مشکل به دست گرفته‌اند، بنابراین کسانی که آنجا را ترک می‌کنند می‌توانند با آرامش به خانه‌هایشان بروند.
ممکن است برخی شایعات دروغین در مورد آتش زدن دوباره مکان پخش کنند، اما مطلقاً اینطور نیست، بنابراین همه باید روی کار خود تمرکز کنند و مشکلی ایجاد نکنند.

一 مردم چوشو در ابتدا نام خود را به امپراتور سپردند و ابزارهای مختلفی را برای گمراه کردن مردم ایجاد کردند، بنابراین حتی اگر افرادی بودند که به آنها اعتماد داشتند، به زندان آتش می‌گشودند و دستور داده می‌شد که به دلیل جرایم جنایی تحت پیگرد قر، به دلیل دشمنی با دربار امپراتوری پاسخگو خواهد بودار گیرند.
حتی اگر به آنها اعتماد داشتند، کسانی که از اشتباهات گذشته خود توبه کنند، معاف خواهند بود، بنابراین لطفاً بپرسید.
/> همچنین، اگر کسی در حال پنهان شدن یا فرار پیدا شود، باید فوراً مراجعه کند، پاداش خواهد گرفت. اگر در حال پنهان شدن پیدا شود.
一 این بار، خود مردم چوشو شروع به جنگ کردند و آشوب بزرگی در کاخ امپراتوری ایجاد کردند، اما کسانی که به دلیل این آشفتگی جدی فرار کردند باید در آرامش به خانه بازگردند. همچنین افرادی هستند که شایعاتی مبنی بر آتش زدن کاخ پخش می‌کنند، اما این کاملاً درست نیست، بنابراین همه باید سخت تلاش کنند و سر و صدا نکنند.
در ابتدا، مردم چوشو نام خود را به امپراتور سپردند و ابزارهای مختلفی را برای گمراه کردن مردم ایجاد می‌کردند، بنابراین حتی اگر افرادی بودند که به آنها اعتماد می‌کردند، در کاخ امپراتوری به آنها شلیک می‌شد و به عنوان یک جرم جنایی تحت تعقیب قرار می‌گرفتند.
اگر کسانی که اعتماد کرده بودند اما از اشتباهات گذشته خود توبه می‌کردند، پیدا شوند، معاف می‌شوند، پس لطفاً جلو بیایید.
اگر کسی که پنهان شده بود فوراً جلو بیاید، پاداش خواهد گرفت. اگر توسط شخص دیگری کشف شود، به همان جرم دشمن امپراتور متهم خواهد شد.

一 در وهله اول، مردم چوشو به بهانه وفاداری به امپراتور از روش‌های مختلفی استفاده می‌کردند و به نظر می‌رسد برخی به آنها اعتماد داشتند زیرا آنها مردم را گمراه می‌کردند، اما از آنجایی که مشخص بود که آنها مرتکب جرم خیانت شده‌اند، مانند تیراندازی به کاخ امپراتوری، دستور تعقیب آنها صادر شد. اگر این دستور را بپذیرید، کسانی که توبه کنند و راه خود را تغییر دهند بخشیده می‌شوند، بنابراین لطفاً مراجعه کنید. اگر از کسی که پنهان شده یا در حال فرار است اطلاع دارید، اگر فوراً مراجعه کنید، پاداش خواهید گرفت. اگر پنهان شوید و سپس از جای دیگری بیرون بیایید، به همان جرم دشمن امپراتور محکوم خواهید شد.

## پیشینه حادثه
پس از شکست دومین لشکرکشی چوشو در سال ۱۸۶۶ (کیئو ۲)، اقتدار شوگون‌سالاری ادو از بین رفت. علاوه بر این، در میان شهروندان کیوتو که در اثر آتش‌سوزی دوندون از خانه‌های خود بیرون رانده شده بودند، افکار عمومی قوی‌ای با قلمرو چوشو همدردی می‌کرد.
در سال ۱۸۶۶ (کیئو (دوره) ۲)، موارد مکرری از پاره کردن اعلامیه‌های شوگون‌سالاری در کیوتو وجود داشت. به‌طور خاص، اعلامیه‌هایی که در انتهای شمال غربی پل سانجو اوهاشی بر روی رود کامو نصب شده بودند، سه بار پاره و به رودخانه انداخته شدند و منجر به دستور شینسنگومی برای محافظت از اعلامیه‌ها شد. شینسنگومی نیروهای خود را در سه پایگاه مستقر کرد که در اطراف تابلو اعلانات در پل سانجو اوهاشی متمرکز شده بودند و آماده بودند تا تابلو اعلانات را محاصره کنند.
در روز حادثه، ۲۰ اکتبر ۱۸۶۶ (۱۲ سپتامبر ۱۸۶۶ در تقویم قمری)، ۱۲ مرد از جمله هارادا سانوسوکه در سانجو کایشو، ۱۲ مرد از جمله آرایی تادائو در مشروب‌فروشی و ۱۰ مرد از جمله اویشی کوواجیرو در خانه شهر در آن سوی پل مستقر بودند. علاوه بر این، دو دیده‌بان، آسانو کائورو و هاشیموتو میناسوکه، که خود را به شکل گدا درآورده بودند، در پای پل مستقر بودند و منتظر حضور مجرم بودند.
در اواخر همان شب، چندین فرد مشکوک در انتهای غربی پل سانجو اوهاشی ظاهر شدند و اقداماتی برای کندن تابلو انجام دادند. پس از دریافت گزارش، واحد هارادا به سرعت به محل حادثه رفت. مجرم نیز شمشیر خود را کشید و شروع به فرار کرد و درگیری شمشیربازی آغاز شد. واحد آرایی دیر رسید و حمله را ادامه داد، و شینسنگومی‌ها با سوءاستفاده از موقعیت، یکی از مخالفان خود را کشتند و دیگری را اسیر کردند. با این حال، کائورو آسانو، که قرار بود برود و با نیروهای اویشی مستقر در آن سوی پل تماس بگیرد، از ترس عبور از درگیری روی پل، مسیر انحرافی را انتخاب کرد که باعث تأخیر در گزارش، جلوگیری از تکمیل حمله گازانبری برنامه‌ریزی شده و باز شدن راه فرار برای مجرمان شد. در نهایت، شینسنگومی‌ها موفق شدند شش نفر از هشت مجرم را دستگیر کنند.